# طوطی سرصورتی
طوطی سرصورتی (نام علمی: Psittacula roseata) نام یک گونه از تیره طوطیان است.